# Tênis de mesa nos Jogos Pan-Americanos de 2011 - Equipes masculinas
A competição por equipes masculinas foi um dos eventos do tênis de mesa nos Jogos Pan-Americanos de 2011, em Guadalajara. Foi disputada no Domo do CODE entre os dias 15 e 17 de outubro.

## Calendário
Horário local (UTC-6).
| Data          | Horário | Fase             |
| ------------- | ------- | ---------------- |
| 15 de outubro | 12:00   | Qualificação     |
| 16 de outubro | 10:00   | Qualificação     |
| 16 de outubro | 14:00   | Quartas de final |
| 16 de outubro | 18:00   | Semifinal        |
| 17 de outubro | 12:00   | Final            |

## Medalhistas
|  | BRA Brasil                                 |  | ARG Argentina                         |  | CUB Cuba                                 |  | MEX México                              |
|  | Hugo Hoyama Gustavo Tsuboi Thiago Monteiro |  | Gastón Alto Liu Song Pablo Tabachinik |  | Jorge Campos Pavel Oxamendi Andy Pereira |  | Marcos Madrid Guillermo Muñoz Jude Okoh |

## Fase de grupos

### Grupo A
| País                     | J | V | D | PF | PC | Pts |
| ------------------------ | - | - | - | -- | -- | --- |
| BRA Brasil               | 2 | 2 | 0 | 6  | 0  | 4   |
| DOM República Dominicana | 2 | 1 | 1 | 3  | 5  | 3   |
| ECU Equador              | 2 | 0 | 2 | 2  | 6  | 2   |

| 15 de outubro 12:00         | Relatório                   | BRA Brasil                  | 3 – 0 | ECU Equador                 | Domo do CODE, Guadalajara |
| 15 de outubro 12:00         | Relatório                   | Placar por jogo:            |       |                             | Domo do CODE, Guadalajara |
| 15 de outubro 12:00         | Relatório                   | Hugo Hoyama                 | 3–0   | Geovanny Coello             | Domo do CODE, Guadalajara |
| Gustavo Tsuboi              | Gustavo Tsuboi              | Gustavo Tsuboi              | 3–1   | Alberto Mino                |                           |
| Thiago Monteiro/Hugo Hoyama | Thiago Monteiro/Hugo Hoyama | Thiago Monteiro/Hugo Hoyama | 3–0   | Dino Suárez/Geovanny Coello |                           |
|                             |                             |                             |       |                             |                           |
|                             |                             |                             |       |                             |                           |

| 15 de outubro 16:00   | Relatório             | DOM República Dominicana | 0 – 3 | BRA Brasil                  | Domo do CODE, Guadalajara |
| 15 de outubro 16:00   | Relatório             | Placar por jogo:         |       |                             | Domo do CODE, Guadalajara |
| 15 de outubro 16:00   | Relatório             | Lin Ju                   | 2–3   | Gustavo Tsuboi              | Domo do CODE, Guadalajara |
| Juan Vila             | Juan Vila             | Juan Vila                | 0–3   | Thiago Monteiro             |                           |
| Juan Vila/Emil Santos | Juan Vila/Emil Santos | Juan Vila/Emil Santos    | 2–3   | Thiago Monteiro/Hugo Hoyama |                           |
|                       |                       |                          |       |                             |                           |
|                       |                       |                          |       |                             |                           |

| 16 de outubro 10:00         | Relatório                   | ECU Equador                 | 2 – 3 | DOM República Dominicana | Domo do CODE, Guadalajara |
| 16 de outubro 10:00         | Relatório                   | Placar por jogo:            |       |                          | Domo do CODE, Guadalajara |
| 16 de outubro 10:00         | Relatório                   | Alberto Mino                | 0–3   | Lin Ju                   | Domo do CODE, Guadalajara |
| Geovanny Coello             | Geovanny Coello             | Geovanny Coello             | 3–0   | Juan Vila                |                           |
| Dino Suárez/Geovanny Coello | Dino Suárez/Geovanny Coello | Dino Suárez/Geovanny Coello | 0–3   | Juan Vila/Emil Santos    |                           |
| Alberto Mino                | Alberto Mino                | Alberto Mino                | 3–2   | Emil Santos              |                           |
| Dino Suárez                 | Dino Suárez                 | Dino Suárez                 | 0–3   | Lin Ju                   |                           |

### Grupo B
| País               | J | V | D | PF | PC | Pts |
| ------------------ | - | - | - | -- | -- | --- |
| ARG Argentina      | 2 | 2 | 0 | 6  | 2  | 4   |
| USA Estados Unidos | 2 | 1 | 1 | 5  | 3  | 3   |
| CHI Chile          | 2 | 0 | 2 | 0  | 6  | 2   |

| 15 de outubro 12:00         | Relatório                   | ARG Argentina               | 3 – 0 | CHI Chile                          | Domo do CODE, Guadalajara |
| 15 de outubro 12:00         | Relatório                   | Placar por jogo:            |       |                                    | Domo do CODE, Guadalajara |
| 15 de outubro 12:00         | Relatório                   | Pablo Tabachnik             | 3–0   | Felipe Olivares                    | Domo do CODE, Guadalajara |
| Liu Song                    | Liu Song                    | Liu Song                    | 3–0   | Alejandro Rodríguez                |                           |
| Gastón Alto/Pablo Tabachnik | Gastón Alto/Pablo Tabachnik | Gastón Alto/Pablo Tabachnik | 3–2   | Andrés Carlier/Alejandro Rodríguez |                           |
|                             |                             |                             |       |                                    |                           |
|                             |                             |                             |       |                                    |                           |

| 15 de outubro 16:00         | Relatório                   | ARG Argentina               | 3 – 2 | USA Estados Unidos         | Domo do CODE, Guadalajara |
| 15 de outubro 16:00         | Relatório                   | Placar por jogo:            |       |                            | Domo do CODE, Guadalajara |
| 15 de outubro 16:00         | Relatório                   | Liu Song                    | 3–0   | Yiyong Fan                 | Domo do CODE, Guadalajara |
| Pablo Tabachnik             | Pablo Tabachnik             | Pablo Tabachnik             | 1–3   | Timothy Wang               |                           |
| Gastón Alto/Pablo Tabachnik | Gastón Alto/Pablo Tabachnik | Gastón Alto/Pablo Tabachnik | 2–3   | Mark Hazinski/Timothy Wang |                           |
| Liu Song                    | Liu Song                    | Liu Song                    | 3–0   | Mark Hazinski              |                           |
| Gastón Alto                 | Gastón Alto                 | Gastón Alto                 | 3–2   | Yiyong Fan                 |                           |

| 16 de outubro 10:00        | Relatório                  | USA Estados Unidos         | 3 – 0 | CHI Chile                          | Domo do CODE, Guadalajara |
| 16 de outubro 10:00        | Relatório                  | Placar por jogo:           |       |                                    | Domo do CODE, Guadalajara |
| 16 de outubro 10:00        | Relatório                  | Timothy Wang               | 3–1   | Felipe Olivares                    | Domo do CODE, Guadalajara |
| Yiyong Fan                 | Yiyong Fan                 | Yiyong Fan                 | 3–1   | Alejandro Rodríguez                |                           |
| Mark Hazinski/Timothy Wang | Mark Hazinski/Timothy Wang | Mark Hazinski/Timothy Wang | 3–2   | Andrés Carlier/Alejandro Rodríguez |                           |
|                            |                            |                            |       |                                    |                           |
|                            |                            |                            |       |                                    |                           |

### Grupo C
| País          | J | V | D | PF | PC | Pts |
| ------------- | - | - | - | -- | -- | --- |
| MEX México    | 2 | 2 | 0 | 6  | 2  | 4   |
| CAN Canadá    | 2 | 1 | 1 | 4  | 3  | 3   |
| GUA Guatemala | 2 | 0 | 2 | 1  | 6  | 2   |

| 15 de outubro 12:00         | Relatório                   | GUA Guatemala               | 0 – 3 | CAN Canadá                           | Domo do CODE, Guadalajara |
| 15 de outubro 12:00         | Relatório                   | Placar por jogo:            |       |                                      | Domo do CODE, Guadalajara |
| 15 de outubro 12:00         | Relatório                   | José Miguel Ramírez         | 1–3   | Pradeeban Peter-Paul                 | Domo do CODE, Guadalajara |
| Héctor Gatica               | Héctor Gatica               | Héctor Gatica               | 1–3   | Pierre-Luc Hinse                     |                           |
| Héber Moscoso/Héctor Gatica | Héber Moscoso/Héctor Gatica | Héber Moscoso/Héctor Gatica | 1–3   | Pierre-Luc Theiault/Pierre-Luc Hinse |                           |
|                             |                             |                             |       |                                      |                           |
|                             |                             |                             |       |                                      |                           |

| 15 de outubro 16:00       | Relatório                 | MEX México                | 3 – 1 | CAN Canadá                           | Domo do CODE, Guadalajara |
| 15 de outubro 16:00       | Relatório                 | Placar por jogo:          |       |                                      | Domo do CODE, Guadalajara |
| 15 de outubro 16:00       | Relatório                 | Marcos Madrid             | 3–0   | Pradeeban Peter-Paul                 | Domo do CODE, Guadalajara |
| Guillermo Muñoz           | Guillermo Muñoz           | Guillermo Muñoz           | 1–3   | Pierre-Luc Hinse                     |                           |
| Jude Okoh/Guillermo Muñoz | Jude Okoh/Guillermo Muñoz | Jude Okoh/Guillermo Muñoz | 3–0   | Pierre-Luc Theiault/Pierre-Luc Hinse |                           |
| Marcos Madrid             | Marcos Madrid             | Marcos Madrid             | 3–0   | Pierre-Luc Hinse                     |                           |
|                           |                           |                           |       |                                      |                           |

| 16 de outubro 10:00       | Relatório                 | MEX México                | 3 – 1 | GUA Guatemala               | Domo do CODE, Guadalajara |
| 16 de outubro 10:00       | Relatório                 | Placar por jogo:          |       |                             | Domo do CODE, Guadalajara |
| 16 de outubro 10:00       | Relatório                 | Marcos Madrid             | 3–2   | José Miguel Ramírez         | Domo do CODE, Guadalajara |
| Guillermo Muñoz           | Guillermo Muñoz           | Guillermo Muñoz           | 3–1   | Héctor Gatica               |                           |
| Jude Okoh/Guillermo Muñoz | Jude Okoh/Guillermo Muñoz | Jude Okoh/Guillermo Muñoz | 2–3   | Héber Moscoso/Héctor Gatica |                           |
| Marcos Madrid             | Marcos Madrid             | Marcos Madrid             | 3–1   | Héber Moscoso               |                           |
|                           |                           |                           |       |                             |                           |

### Grupo D
| País            | J | V | D | PF | PC | Pts |
| --------------- | - | - | - | -- | -- | --- |
| CUB Cuba        | 2 | 2 | 0 | 6  | 0  | 4   |
| VEN Venezuela   | 2 | 1 | 1 | 3  | 3  | 3   |
| ESA El Salvador | 2 | 0 | 2 | 0  | 6  | 2   |

| 15 de outubro 12:00     | Relatório               | ESA El Salvador         | 0 – 3 | VEN Venezuela             | Domo do CODE, Guadalajara |
| 15 de outubro 12:00     | Relatório               | Placar por jogo:        |       |                           | Domo do CODE, Guadalajara |
| 15 de outubro 12:00     | Relatório               | Josue Donado            | 2–3   | Henry Mujica              | Domo do CODE, Guadalajara |
| Luis Mejía              | Luis Mejía              | Luis Mejía              | 1–3   | Jonathan Pino             |                           |
| Saúl Bonilla/Luis Mejía | Saúl Bonilla/Luis Mejía | Saúl Bonilla/Luis Mejía | 0–3   | Marco Navas/Jonathan Pino |                           |
|                         |                         |                         |       |                           |                           |
|                         |                         |                         |       |                           |                           |

| 15 de outubro 16:00       | Relatório                 | VEN Venezuela             | 0 – 3 | CUB Cuba                    | Domo do CODE, Guadalajara |
| 15 de outubro 16:00       | Relatório                 | Placar por jogo:          |       |                             | Domo do CODE, Guadalajara |
| 15 de outubro 16:00       | Relatório                 | Jonathan Pino             | 1–3   | Andy Pereira                | Domo do CODE, Guadalajara |
| Henry Mujica              | Henry Mujica              | Henry Mujica              | 2–3   | Pavel Oxamendi              |                           |
| Marco Navas/Jonathan Pino | Marco Navas/Jonathan Pino | Marco Navas/Jonathan Pino | 0–3   | Jorge Campos/Pavel Oxamendi |                           |
|                           |                           |                           |       |                             |                           |
|                           |                           |                           |       |                             |                           |

| 16 de outubro 10:00     | Relatório               | ESA El Salvador         | 0 – 3 | CUB Cuba                    | Domo do CODE, Guadalajara |
| 16 de outubro 10:00     | Relatório               | Placar por jogo:        |       |                             | Domo do CODE, Guadalajara |
| 16 de outubro 10:00     | Relatório               | Josue Donado            | 0–3   | Jorge Campos                | Domo do CODE, Guadalajara |
| Luis Mejía              | Luis Mejía              | Luis Mejía              | 0–3   | Andy Pereira                |                           |
| Saúl Bonilla/Luis Mejía | Saúl Bonilla/Luis Mejía | Saúl Bonilla/Luis Mejía | 0–3   | Pavel Oxamendi/Jorge Campos |                           |
|                         |                         |                         |       |                             |                           |
|                         |                         |                         |       |                             |                           |

## Fase final
|  | Quartas-de-final | Quartas-de-final         | Quartas-de-final | Quartas-de-final | Quartas-de-final | Quartas-de-final | Quartas-de-final |            |   | Semifinal | Semifinal | Semifinal | Semifinal | Semifinal | Semifinal | Semifinal |  |  | Final | Final      | Final | Final | Final | Final | Final |
|  |                  |                          |                  |                  |                  |                  |                  |            |   |           |           |           |           |           |           |           |  |  |       |            |       |       |       |       |       |
|  |                  | BRA Brasil               | 3                | 3                | 3                |                  |                  |            |   |           |           |           |           |           |           |           |  |  |       |            |       |       |       |       |       |
|  |                  | USA Estados Unidos       | 0                | 0                | 1                |                  |                  |            |   |           |           |           |           |           |           |           |  |  |       |            |       |       |       |       |       |
|  |                  | USA Estados Unidos       | 0                | 0                | 1                |                  | BRA Brasil       | 1          | 3 | 2         | 3         | 3         |           |           |           |           |  |  |       |            |       |       |       |       |       |
|  |                  |                          |                  |                  |                  |                  |                  | 1          | 3 | 2         | 3         | 3         |           |           |           |           |  |  |       |            |       |       |       |       |       |
|  |                  |                          | CUB Cuba         | 3                | 0                | 3                | 2                | 1          |   |           |           |           |           |           |           |           |  |  |       |            |       |       |       |       |       |
|  |                  | CAN Canadá               | CUB Cuba         | 3                | 0                | 3                | 2                | 1          | 2 | 0         | 3         | 2         |           |           |           |           |  |  |       |            |       |       |       |       |       |
|  |                  | CAN Canadá               |                  |                  |                  |                  |                  |            | 2 | 0         | 3         | 2         |           |           |           |           |  |  |       |            |       |       |       |       |       |
|  |                  | CUB Cuba                 | 3                | 3                | 2                | 3                |                  |            |   |           |           |           |           |           |           |           |  |  |       |            |       |       |       |       |       |
|  |                  |                          |                  |                  |                  |                  |                  |            |   |           |           |           |           |           |           |           |  |  |       | BRA Brasil | 3     | 3     | 1     | 3     |       |
|  |                  |                          |                  | ARG Argentina    | 0                | 1                | 3                | 1          |   |           |           |           |           |           |           |           |  |  |       |            |       |       |       |       |       |
|  |                  | MEX México               | 3                | 3                | 2                | 3                |                  |            |   |           |           |           |           |           |           |           |  |  |       |            |       |       |       |       |       |
|  |                  | DOM República Dominicana | 1                | 1                | 3                | 0                |                  |            |   |           |           |           |           |           |           |           |  |  |       |            |       |       |       |       |       |
|  |                  | DOM República Dominicana | 1                | 1                | 3                | 0                |                  | MEX México | 3 | 1         | 1         | 3         | 2         |           |           |           |  |  |       |            |       |       |       |       |       |
|  |                  |                          |                  |                  |                  |                  |                  | MEX México | 3 | 1         | 1         | 3         | 2         |           |           |           |  |  |       |            |       |       |       |       |       |
|  |                  |                          | ARG Argentina    | 2                | 3                | 3                | 0                | 3          |   |           |           |           |           |           |           |           |  |  |       |            |       |       |       |       |       |
|  |                  | VEN Venezuela            | ARG Argentina    | 2                | 3                | 3                | 0                | 3          | 1 | 2         | 0         |           |           |           |           |           |  |  |       |            |       |       |       |       |       |
|  |                  | VEN Venezuela            |                  |                  |                  |                  |                  |            | 1 | 2         | 0         |           |           |           |           |           |  |  |       |            |       |       |       |       |       |
|  |                  | ARG Argentina            | 3                | 3                | 3                |                  |                  |            |   |           |           |           |           |           |           |           |  |  |       |            |       |       |       |       |       |

### Quartas-de-final
| 16 de outubro 14:00        | Relatório                  | USA Estados Unidos         | 0 – 3 | BRA Brasil                  | Domo do CODE, Guadalajara |
| 16 de outubro 14:00        | Relatório                  | Placar por jogo:           |       |                             | Domo do CODE, Guadalajara |
| 16 de outubro 14:00        | Relatório                  | Timothy Wang               | 0–3   | Gustavo Tsuboi              | Domo do CODE, Guadalajara |
| Yiyong Fan                 | Yiyong Fan                 | Yiyong Fan                 | 0–3   | Hugo Hoyama                 |                           |
| Mark Hazinski/Timothy Wang | Mark Hazinski/Timothy Wang | Mark Hazinski/Timothy Wang | 1–3   | Thiago Monteiro/Hugo Hoyama |                           |
|                            |                            |                            |       |                             |                           |
|                            |                            |                            |       |                             |                           |

| 16 de outubro 14:00                   | Relatório                             | CAN Canadá                            | 1 – 3 | CUB Cuba                    | Domo do CODE, Guadalajara |
| 16 de outubro 14:00                   | Relatório                             | Placar por jogo:                      |       |                             | Domo do CODE, Guadalajara |
| 16 de outubro 14:00                   | Relatório                             | Pradeeban Peter-Paul                  | 2–3   | Pavel Oxamendi              | Domo do CODE, Guadalajara |
| Pierre-Luc Hinse                      | Pierre-Luc Hinse                      | Pierre-Luc Hinse                      | 0–3   | Andy Pereira                |                           |
| Pierre-Luc Thierault/Pierre-Luc Hinse | Pierre-Luc Thierault/Pierre-Luc Hinse | Pierre-Luc Thierault/Pierre-Luc Hinse | 3–2   | Jorge Campos/Pavel Oxamendi |                           |
| Pradeeban Peter-Paul                  | Pradeeban Peter-Paul                  | Pradeeban Peter-Paul                  | 2–3   | Jorge Campos                |                           |
|                                       |                                       |                                       |       |                             |                           |

| 16 de outubro 14:00       | Relatório                 | MEX México                | 3 – 1 | DOM República Dominicana | Domo do CODE, Guadalajara |
| 16 de outubro 14:00       | Relatório                 | Placar por jogo:          |       |                          | Domo do CODE, Guadalajara |
| 16 de outubro 14:00       | Relatório                 | Marcos Madrid             | 3–1   | Lin Ju                   | Domo do CODE, Guadalajara |
| Jude Okoh                 | Jude Okoh                 | Jude Okoh                 | 3–1   | Emil Santos              |                           |
| Guillermo Muñoz/Jude Okoh | Guillermo Muñoz/Jude Okoh | Guillermo Muñoz/Jude Okoh | 2–3   | Juan Vila/Emil Santos    |                           |
| Marcos Madrid             | Marcos Madrid             | Marcos Madrid             | 3–0   | Juan Vila                |                           |
|                           |                           |                           |       |                          |                           |

| 16 de outubro 14:00         | Relatório                   | ARG Argentina               | 3 – 0 | VEN Venezuela             | Domo do CODE, Guadalajara |
| 16 de outubro 14:00         | Relatório                   | Placar por jogo:            |       |                           | Domo do CODE, Guadalajara |
| 16 de outubro 14:00         | Relatório                   | Liu Song                    | 3–1   | Jonathan Pino             | Domo do CODE, Guadalajara |
| Gastón Alto                 | Gastón Alto                 | Gastón Alto                 | 3–2   | Henry Mujica              |                           |
| Pablo Tabachnik/Gastón Alto | Pablo Tabachnik/Gastón Alto | Pablo Tabachnik/Gastón Alto | 3–0   | Marco Navas/Jonathan Pino |                           |
|                             |                             |                             |       |                           |                           |
|                             |                             |                             |       |                           |                           |

### Semifinal
| 16 de outubro 18:00         | Relatório                   | CUB Cuba                    | 2 – 3 | BRA Brasil                  | Domo do CODE, Guadalajara |
| 16 de outubro 18:00         | Relatório                   | Placar por jogo:            |       |                             | Domo do CODE, Guadalajara |
| 16 de outubro 18:00         | Relatório                   | Andy Pereira                | 3–1   | Hugo Hoyama                 | Domo do CODE, Guadalajara |
| Jorge Campos                | Jorge Campos                | Jorge Campos                | 0–3   | Gustavo Tsuboi              |                           |
| Pavel Oxamendi/Jorge Campos | Pavel Oxamendi/Jorge Campos | Pavel Oxamendi/Jorge Campos | 3–2   | Thiago Monteiro/Hugo Hoyama |                           |
| Andy Pereira                | Andy Pereira                | Andy Pereira                | 2–3   | Thiago Monteiro             |                           |
| Pavel Oxamendi              | Pavel Oxamendi              | Pavel Oxamendi              | 1–3   | Gustavo Tsuboi              |                           |

| 16 de outubro 18:00       | Relatório                 | MEX México                | 2 – 3 | ARG Argentina        | Domo do CODE, Guadalajara |
| 16 de outubro 18:00       | Relatório                 | Placar por jogo:          |       |                      | Domo do CODE, Guadalajara |
| 16 de outubro 18:00       | Relatório                 | Marcos Madrid             | 3–2   | Liu Song             | Domo do CODE, Guadalajara |
| Guillermo Muñoz           | Guillermo Muñoz           | Guillermo Muñoz           | 1–3   | Pablo Tabachnik      |                           |
| Jude Okoh/Guillermo Muñoz | Jude Okoh/Guillermo Muñoz | Jude Okoh/Guillermo Muñoz | 1–3   | Gastón Alto/Liu Song |                           |
| Marcos Madrid             | Marcos Madrid             | Marcos Madrid             | 3–0   | Gastón Alto          |                           |
| Jude Okoh                 | Jude Okoh                 | Jude Okoh                 | 2–3   | Pablo Tabachnik      |                           |

### Final
| 17 de outubro 12:00  | Relatório            | ARG Argentina        | 1 – 3 | BRA Brasil                  | Domo do CODE, Guadalajara |
| 17 de outubro 12:00  | Relatório            | Placar por jogo:     |       |                             | Domo do CODE, Guadalajara |
| 17 de outubro 12:00  | Relatório            | Liu Song             | 0–3   | Gustavo Tsuboi              | Domo do CODE, Guadalajara |
| Pablo Tabachnik      | Pablo Tabachnik      | Pablo Tabachnik      | 1–3   | Thiago Monteiro             |                           |
| Gastón Alto/Liu Song | Gastón Alto/Liu Song | Gastón Alto/Liu Song | 3–1   | Hugo Hoyama/Thiago Monteiro |                           |
| Pablo Tabachnik      | Pablo Tabachnik      | Pablo Tabachnik      | 1–3   | Hugo Hoyama                 |                           |
|                      |                      |                      |       |                             |                           |